# Єгипет на літніх Олімпійських іграх 1964
Єгипет як Об'єднана Арабська Республіка брав участь у Літніх Олімпійських іграх 1964 року у Токіо (Японія) удев'яте за свою історію, але не завоював жодної медалі.